# Фалькович, Савелий Владимирович
Савелий Владимирович Фалькович (2 июня 1911, Саратов — 30 ноября 1982, Саратов) — советский учёный в области прикладной математики и механики, доктор физико-математических наук (1947), педагог высшей школы, профессор.
Внёс большой вклад в теоретическую аэродинамику и газовую динамику, один из основоположников нового научного направления — трансзвуковой аэродинамики. Создатель крупной научной школы в периферийном университетском городе страны.

## Биография
Родился в семье врача. Из-за непролетарского происхождения не смог поступить в вуз. Получил разрешение преподавать математику и физику на подготовительных курсах в вузы и техникумы. Вёл занятия на рабфаке Саратовского автодорожного института.
В 1931 году поступил на физико-математический факультет Саратовского государственного университета. После его окончания (1936) продолжил работу на кафедре теоретической механики Университета, ассистент.
18 июня 1941 года защитил диссертацию на соискание учёной степени кандидат физико-математических наук. Тема диссертации «Некоторые задачи установившегося движения грунтовых вод».
Во время Великой Отечественной войны преподавал в Саратовском государственном университете.
В июне 1944 года, в связи с разработкой авиационных реактивных двигателей нового поколения, по приглашению академика Н. Е. Кочина, перешёл на работу в Институт механики АН СССР в качестве докторанта, с декабря 1947 года — старшего научного сотрудника. Работы С. В. Фальковича 1945—1947 годов заложили основы нового научного направления — трансзвуковой аэродинамики.

В 1949 году возвратился в Саратовский университет, где до последних дней жизни заведовал кафедрой теоретической механики и аэрогидродинамики. Основатель научной школы в области аэродинамики околозвуковых и сверхзвуковых скоростей. Подготовил более 20 кандидатов наук, 9 его учеников — доктора наук (в том числе С. К. Асланов, Б. М. Булах, А. М. Гришин). Являлся научным консультантом по кандидатской диссертации Л. В. Овсянникова, которая была посвящена околозвуковым течениям в соплах Лаваля.
В честь Фальковича названы «Околозвуковой закон подобия Кармана — Фальковича», «переменные Фальковича».
Жена — Мария Дмитриевна Фалькович (1915—1989, урожд. Погорелая). Сын — доктор технических наук Александр Савельевич Фалькович (род. 1952).
Похоронен на Еврейском кладбище города Саратов (18 уч.).

## Научные интересы
Первым научным направлением для С. В. Фальковича стало, под влиянием В. К. Ризенкампфа, изучение движения грунтовых вод. Им было получено точное решение задач просачивания грунтовых вод на откос, о дренаже системой труб, о фильтрации в грунте из двух слоёв с произвольной линией раздела, при анализе задач были использованы теория автоморфных функций и преобразование Меллина.
В середине 1940-х годов занялся проблемами трансзвукового режима полёта самолётов, многие работы в этом направлении были выполнены им в соавторстве с Ф. И. Франклем.

## Награды
Орден «Знак Почёта»

медаль «За доблестный труд. В ознаменование 100-летия со дня рождения Владимира Ильича Ленина».